# Комплекс „Авшарян“
Комплекс „Авшарян“ е част от Регионалния исторически музей в Шумен. Намира се на улица „Стара планина“ № 2 в Шумен.
Сградата е паметник на културата с местно значение.

## История
Къщата е предоставена за стопанисване на Регионален исторически музей – Шумен с решение на Общинския съвет в града от месец април 2016 г. На 31 март 2017 г. комплексът е официално открит за посетители. През 2018 г. е обявен за музей на годината за 2017 г. от сдружение „Български музеи“.

## Сграда
Къщата е построена на кръстовището на две улици в Арменската махала в Шумен и е била собственост на Ованес Авшарян, производител и търговец на килими. Къщата е триетажна с обширен двор, до който се достига чрез подлез под стопанска сграда. Застроената ѝ площ е около 100 m2. Стаите са оформени еднотипно – задната им стена е заета изцяло от големи таблени долапи, комбинирани с поставената под ъгъл входна ниша, а таваните са прави, от дъски и профилирани летви. Реставрирана е през 1985 г.

## Експозиция
Коплексът „Авшарян“ пресъздава градската атмосфера на богат шуменски дом от края на XIX докъм 1930-те години. Първата експозиция в комплекса е посветена на градския бит в Шумен от края на XIX век до 1930-те години. Експонатите са от отделите „Етнография“ и „Нова история“. Леглото-спалня е произведено в Първа креватна фабрика в Шумен. Полилеите първоначално са направени да работят на газ, а с електрификацията са преоборудвани на ток. Уникални са работното бюро, бюфетът в трапезарията, в който има вградена табла за поднасяне на храната. Експозицията е подредена в пет помещения. На първия етаж са гостната и трапезарията, на втория – спалнята и работната стая, кабинетът с тапиите на Ованес Авшарян. Отделно са обособени и двата кьошка на къщата.